# Гиоргадзе, Михаил Ревазович
Михаи́л Рева́зович Гиорга́дзе (груз. მიხეილ რევაზის ძე გიორგაძე, 14 марта 1961, Кутаиси) — советский ватерполист, бронзовый призёр Олимпийских игр. Заслуженный мастер спорта.

## Карьера
На Олимпийских играх 1988 года в составе сборной СССР выиграл бронзовую медаль. На турнире Гиоргадзе провёл 7 матчей.
Трёхкратный чемпион Европы.